# Haunting the Chapel
Haunting the Chapel é um EP da banda norte americana de thrash metal Slayer. Foi lançado nos Estados Unidos em agosto de 1984 pela Metal Blade Records e Enigma Records.
Show No Mercy, o álbum de estreia do Slayer, tornou-se o mais vendido da Metal Blade, fazendo com que o produtor Brian Slagel desejasse um lançamento de um EP. Gravado em Hollywood, teve  um processo de produção muito difícil porque era complicado gravar a bateria num estúdio sem carpete. Nesse processo de gravação houve o encontro entre Dave Lombardo e o também baterista Gene Hoglan, que tornar-se-ia uma influência no seu estilo e velocidade de tocar. No entanto, Hoglan disse que apenas lhe deu algumas sugestões e nunca lições; ele também era muito influenciado pelo Slayer.
Apesar de originalmente ter apenas três canções, o disco marca uma evolução no estilo em comparação com Show No Mercy, e é considerado a primeira demonstração do estilo "clássico" da banda que se viria a mostrar em álbuns posteriores. Haunting the Chapel é muitas vezes descrito como um álbum "trampolim" na carreira do grupo. As canções "Captor of Sin" e "Chemical Warfare" ainda hoje são tocadas nos espectáculos de Slayer com regularidade. Jeff Wagner, jornalista do Noisecreep, um site de noticias sobre rock, colocou Haunting the Chapel na lista dos "10 Melhores EP's de Sempre do Heavy Metal" afirmando que "é de longe o melhor EP de todos os tempos".
Em 2006, Haunting the Chapel foi incluído no relançamento do álbum Live Undead.

## Gravações
Show No Mercy, o álbum anterior de Slayer, vendeu mais de 40 000 cópias mundialmente, e a banda tocava ao vivo com regularidade as canções "Chemical Warfare" e "Captor of Sin", o que fez com que o produtor Brian Slagel quisesse editar um EP. Haunting the Chapel foi gravado em Hollywood com o engenheiro de som Bill Metoyer. Metoyer era cristão e as letras de Show No Mercy não o incomodavam. No entanto, as primeiras palavras que Araya cantou quando estava a gravar Haunting the Chapel foram: "A Santa Cruz, símbolo de mentiras, intimida as vidas dos cristãos", assim como outras letras antirreligiosas; Metoyer pensou que iria para o Inferno por estar a trabalhar com Slayer nas gravações. Os temas expressos nas letras foram inspirados pela banda Venom, que influenciou King e a imagem satânica que foi dada ao álbum.
O estúdio não tinha carpete, o que tornou complicada as gravações da bateria. Dave Lombardo, o baterista de Slayer, montou a bateria no chão de cimento e refere que, enquanto estava a tocá-la, esta "espalhava-se por todo lado". Lombardo pediu a Gene Hoglan para segurar as peças da bateria enquanto gravava "Chemical Warfare", e Hoglan pensava: "Espero que ele grave rápido numa ou duas vezes, porque isto é difícil."
Hoglan treinou Lombardo sobre como usar o conjunto de bombo-duplo (pedaleira dupla) para melhorar a sua perícia e velocidade; Lombardo refere-se a Hoglan como "um fantástico executante de bombo-duplo, mesmo naquela altura", embora Hoglan tivesse começado a tocar há pouco tempo. Slagel serviu como produtor executivo, Eddy Schreyer fez as mixagens de áudio e Vince Gutierrez desenhou a capa. Haunting the Chapel era de um tom mais negro e mais orientado para o thrash que Show No Mercy, criando as bases para a futura direcção do som da banda.

## Digressão
Depois do lançamento de Haunting the Chapel, o Slayer estreou em solo europeu na Bélgica na abertura do Heavy Sound Festival, como apoio para a banda UFO, regressando depois para os EUA para começarem a digressão Haunting The West Coast.
Gene Hoglan trabalhou como roadie depois do responsável pelas luzes faltar uma noite, fazendo também o soundcheck para o baterista Dave Lombardo antes dos shows. Slayer e Hoglan tocavam canções do Dark Angel durante os ensaios, o que, eventualmente, resultaria na entrada de Hoglan para esta banda. Jim Durkin, guitarrista do Dark Angel, falou sobre uma conversa que teve com Hoglan: "Ele veio falar comigo um dia e começou a criticar a minha banda. Precisávamos ser mais demoníacos, dizia ele. E de repente diz: 'A propósito, sou melhor baterista que aquele que vocês têm agora no Dark Angel.'" Durante a digressão, o Dark Angel também tocou com Slayer nalguns espectáculos. Hoglan acabou sendo despedido porque julgava que um roadie só mexia com as luzes, enquanto que o irmão de Tom Araya, Johnny, fazia todo o resto do trabalho, tal como o transporte do equipamento, trabalho com o som e luzes e preparação do palco.
A banda fez um espectáculo em Seattle para uma audiência de 1500 pessoas, o maior concerto que tinham dado até então, dando suporte ao Metal Church. No Texas, em San Antonio, tocaram com outra banda também de nome Slayer. O concerto de San Antonio foi o último da digressão.

## Recepção
| Críticas profissionais        | Críticas profissionais |
| Avaliações da crítica         | Avaliações da crítica  |
| Fonte                         | Avaliação              |
| ----------------------------- | ---------------------- |
| AllMusic                      | [ 3 ]                  |
| The Rolling Stone Album Guide | [ 12 ]                 |

Apesar de não ter entrado em nenhuma tabela de vendas, Eduardo Rivadavia, do AllMusic, deu ao EP três em cinco estrelas. Rivadavia disse que Haunting the Chapel foi o "trampolim" que "ofereceu pistas importantes sobre este período de transição, em que vemos as canções de Slayer com uma estrutura rock a ficarem menos lineares, com um estilo que definiu um género e mais tarde reconhecido como o som típico do thrash metal." As canções "Captor of Sin" e "Chemical Warfare" ainda hoje são tocadas nos espetáculos de Slayer com regularidade. Ambas são referidas por Rivadavia como “pontos fortes”.
Escrevendo para a The Rolling Stone Album Guide, o autor Nathan Brackett deu ao álbum três em cinco estrelas e disse que o mini-álbum "contém alguns momentos de escolha até chegarem à velocidade máxima." Brackett refere-se à canção “Chemical Warfare” como um clássico.

## Influência
O vocalista Karl Willetts, da banda de death metal Bolt Thrower, afirmou que Haunting the Chapel foi uma inspiração para a sua banda: "Quando Haunting the Chapel foi lançado, nunca tinha ouvido nada assim, com aquele estilo de tocar guitarra. Éramos punks e o heavy metal era totalmente alheio a nós. Ouvíamos outras bandas como Venom, Slaughter e Metallica. Agarramos então nos elementos musicais do metal e na agressão do punk e juntamos tudo." Chuck Schuldiner da banda Death, disse que o álbum "foi uma mudança de vida na altura" afirmando, "Foi uma das primeiras coisas que me deram um empurrão."
A banda de black metal Perverseraph tocou "Chemical Warfare" num CD de tributo a Slayer, Gateway to Hell, Vol. 2: A Tribute to Slayer. A banda de thrash metal norueguesa Equinox, também apareceu no mesmo álbum a tocar "Haunting the Chapel". A banda de melodic death metal At the Gates, tocou "Captor of Sin" numa reedição de 2002 do seu álbum Slaughter of the Soul.
Jeff Wagner, jornalista do Noisecreep, um site de noticias sobre música rock, colocou Haunting the Chapel na lista dos "10 Melhores EP's de Sempre do Heavy Metal" afirmando que "é de longe o melhor EP de todos os tempos".

## Na cultura popular
A canção "Chemical Warfare" aparece no videojogo de 2010 Guitar Hero: Warriors of Rock. “Captor of Sin” faz parte da banda sonora oficial do filme River's Edge (1986), juntamente com “Evil Has No Boundaries”, “Tormentor” e “Die by the Sword” de Show No Mercy.

## Lista de faixas
Todas as canções escritas e compostas por Jeff Hanneman e Kerry King.
| N.º | Título                | Duração |  |
| 1.  | "Chemical Warfare"    | 6:02    |  |
| 2.  | "Captor of Sin"       | 3:29    |  |
| 3.  | "Haunting the Chapel" | 3:56    |  |

### Faixa bónus (reedição)
A reedição inclui a música "Aggressive Perfector", que foi incluída na coletânea Metal Massacre Vol.3.
| N.º | Título                 | Duração |  |
| 4.  | "Aggressive Perfector" | 3:28    |  |

## Créditos
Créditos adaptados a partir de Allmusic.
Slayer
- Tom Araya - Baixo, voz
- Jeff Hanneman - Guitarra
- Kerry King - Guitarra
- Dave Lombardo - Bateria

Produção
- Bill Metoyer - Engenharia
- Eddy Schreyer - Masterização
- Brian Slagel - Produtor
- Vince Gutierrez - Arte da capa

## Honras
| Publicação | Honra                            | Ano  | Posição |
| ---------- | -------------------------------- | ---- | ------- |
| Noisecreep | 10 All-Time Best Heavy Metal EPs | 2013 | *       |